# Rod Ferrell
Rodrick Justin Ferrell (født 28. marts 1980) var lederen af en løst sammenknyttet bande af teenagers fra Murray, Kentucky også kendt som den berygtede "Vampire Clan". 
I 1998 erklærede Ferrell sig skyldig i dobbeltmordet på et par fra Eustis, Florida og blev den yngste person på dødsgangen i USA. Ferrell tilkendegav, at han var en 500-år gammel vampyr ved navn ”Vesago." Han fik stillet diagnosen Aspergers Syndrom.

## Ekstern henvisning
- Rod Ferrell's tilståelse (engelsk)